# Neonitocris mangenoti
Neonitocris mangenoti là một loài bọ cánh cứng trong họ Cerambycidae.